# Andrea Lui
Andrea Ling-Yee Lui (* 30. Dezember 1982 in Vancouver) ist eine kanadische Schauspielerin.
Bereits als Jugendliche stand Andrea Lui vor der Kamera, wo sie anfänglich als Gaststar in diversen Fernsehserien auftrat. Es folgten immer wiederkehrende Rollen in Serien, erste Filmaufnahmen für das Fernsehen, ehe sie 2003 erstmals Aufmerksamkeit mit der Serie Instant Star erregte, die im deutschsprachigen Raum auf VIVA angelaufen war. Filme, wie Category 7 – Das Ende der Welt und Warriors of Terra folgten, ebenso wie ihre Mitwirkung in den auf Filmfestivals ausgezeichneten Low-Budget-Produktionen The Getaway und The House, wo sie jeweils eine Hauptrolle spielte.

## Filmografie (Auswahl)
- 1995: Side Effects – Nebenwirkungen (Fernsehserie)
- 2000: Mission Erde (Earth: Final Conflict) (Folge: Essence)
- 2003: Fast Food High
- 2004–2005: Instant Star (Fernsehserie)
- 2005: Category 7 – Das Ende der Welt (Category 7: The End of the World) (Fernsehfilm)
- 2005: The House
- 2006: Warriors of Terra
- 2006: Pirates of Treasure Island
- 2006: The Nine (Fernsehserie)
- 2006: Mind over Murder
- 2007: That One Night
- 2008: Pushing Daisies (Fernsehserie)
- 2008: Sex Ed – The Series (Pilotfilm)
- 2009: The Gatekeeper (Teaser)